# Cosmo Iacavazzi
College Football Hall of Fame 2002
(en) Statistiques sur pro-football-reference
Cosmo Joseph Iacavazzi (né le 18 août 1943 à Scranton) est un joueur américain de football américain évoluant au poste de running back.

## Carrière

### Université
En 1962, Cosmo entre dans l'équipe de football américain de l'université Princeton. Il fait trois saisons avec l'équipe de football américain des Tigers. Il est un des meilleurs joueurs de l'histoire de l'université.

### Professionnel
Cosmo Iacavazzi est sélectionné au 20e tour du draft de la NFL de 1965 par les Vikings du Minnesota. Néanmoins, il signe aucun contrat avec cette équipe. Il apparaît lors de la saison 1965 avec le maillot vert et blanc des Jets de New York, entrant au cours de dix matchs. Après cela, il n'apparaît plus sur les terrains de la National Football League.